# Philippe J. R. Kok
Pour les articles homonymes, voir Kok.
Philippe J. R. Kok est un herpétologiste belge.
Il travaille au Département des Vertébrés de l'Institut royal des Sciences naturelles de Belgique.

## Quelques Taxons décrits
- Adelophryne patamona MacCulloch, Lathrop, Kok, Minter, Khan & Barrio-Amoros, 2008
- Adelphobates Grant, Frost, Caldwell, Gagliardo, Haddad, Kok, Means, Noonan, Schargel & Wheeler, 2006
- Allobates granti (Kok, MacCulloch, Gaucher, Poelman, Bourne, Lathrop & Lenglet, 2006)
- Allobates spumaponens Kok & Ernst, 2007
- Allobatinae Grant, Frost, Caldwell, Gagliardo, Haddad, Kok, Means, Noonan, Schargel & Wheeler, 2006
- Anomaloglossinae Grant, Frost, Caldwell, Gagliardo, Haddad, Kok, Means, Noonan, Schargel & Wheeler, 2006
- Anomaloglossus Grant, Frost, Caldwell, Gagliardo, Haddad, Kok, Means, Noonan, Schargel & Wheeler, 2006
- Anomaloglossus kaiei (Kok, Sambhu, Roopsind, Lenglet & Bourne, 2006)
- Aromobatidae Grant, Frost, Caldwell, Gagliardo, Haddad, Kok, Means, Noonan, Schargel & Wheeler, 2006
- Aromobatinae Grant, Frost, Caldwell, Gagliardo, Haddad, Kok, Means, Noonan, Schargel & Wheeler, 2006
- Arthrosaura hoogmoedi Kok, 2008
- Atractus tamessari Kok, 2006
- Gonatodes alexandermendesi Cole & Kok, 2006
- Hyloxalinae Grant, Frost, Caldwell, Gagliardo, Haddad, Kok, Means, Noonan, Schargel & Wheeler, 2006
- Hypsiboas liliae Kok, 2006
- Kaieteurosaurus hindsi Kok, 2005
- Oreophrynella seegobini Kok, 2009
- Pantepuisaurus rodriguesi Kok, 2009
- Rheobates Grant, Frost, Caldwell, Gagliardo, Haddad, Kok, Means, Noonan, Schargel & Wheeler, 2006
- Rhinatrema shiv Gower, Wilkinson, Sherratt & Kok, 2010
- Silverstoneia Grant, Frost, Caldwell, Gagliardo, Haddad, Kok, Means, Noonan, Schargel & Wheeler, 2006